# Multi Video System
Multi Video System（マルチ ビデオ システム）は、SNKが発売したアーケードゲーム基板である。また、同システム基板を導入した筐体のことも指す。MVSと略されることが多い。
ハードウェアスペックとしては同社の家庭用ゲーム機ネオジオと同等である。また、こちらは区別のためにMVSと呼ばれる場合が多いが、実際は業務用・アーケード用のネオジオでもあり、ネオジオの一種類でもある。家庭用のネオジオの方も区別として、AES（ネオジオのキャッチコピーだったAdvanced Entertainment Systemの略）とも呼ばれるが、正式名称ではない。

## 概要

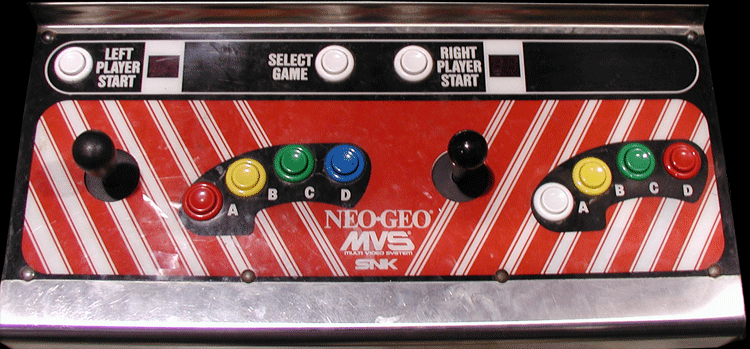
コントローラ

基板上にカートリッジスロットが最大6本存在し、複数のゲームを1台の筐体で共用することができた。そのため、筐体には2人分の操作デバイス（1レバー+4ボタン、スタートボタン）の他に、クレジットを表示する７セグメントLED、ゲーム切り替え用のボタンが用意されていた。また、一般的なマルチ筐体ではディスプレイの上にインストラクションカードを並べる領域があり、初期モデルはELパネルで選択しているゲームのインストラクションカードが点灯する機構があった。また、ネオジオとのリンク用にメモリーカード用のスロットがついた筐体も存在した。なおMVS用のカートリッジとネオジオ用カートリッジに、外部的には互換性はない。ただし、実際には変換コネクタを利用すれば流用可能である。
インストラクションカードの小ささを補填するため、ゲームスタート前に細かいゲームの操作方法の説明が入り、デモ中にもほとんどの場面でタイトルロゴが表示されるなどの配慮がされている。これは家庭用ネオジオ/ネオジオCDも同様。
誤って自分がプレイしたいゲームではない所でコインを入れてしまっても、切り替えボタンを押せばクレジットが入ったままゲームが変わる親切設計も備わる。
また、各ゲームでの日々の売上データが蓄積され、人気・不人気が簡単に分かるようになっているなど、オペレータにとって便利な機能が多数搭載されていた。メモリーカード経由でインカムを集計できるシステムなども予定されていたようである。
家庭用のネオジオ同様、初期の基板と後期ソフトでは組み合わせによってはエラーが起こる場合があった。配線は初期の仕様だとステレオ仕様だったこともありJAMMAとは一部配線が違ったが、後期の基板ではモノラル化されほぼJAMMA仕様となっている。
2003年の日本国内向けの一部タイトルは基板とソフト一体型の基板（MV-0）として売られた。これだと旧来のMVSと比べてその分高価になってしまうため、店舗側にとっては不評で、導入する店舗が少なくなってしまったため、後述の3本のみの採用となった。
2007年8月31日、SNKはネオジオの家庭用ゲーム機、ゲームのメンテナンスと修理の提供を停止しました。

## バリエーション&装備一覧
複数のソフトの装着、家庭用とのメモリーカード共用が売りのため、基板のみの販売予定は当初はなかったものの、市場の要望により1本スロットの基板の販売が開始された。
同時にゲームソフト側でも、メモリーカード使用を前提とした、クリアまで長時間かかるような構成は減り、また、システムも残クレジット数が画面に表示できるようになるなど、汎用筐体に合わせた設定が追加された。

### 1本スロット
1本スロットの物はMV-1Cを除いて基板に対してソフトは水平に刺さる、また音量調整用のスイッチも備える。
MV-1
メモリーカードユニット(MV-IC)装備可能、家庭用ネオジオコントローラー装着可能、ステレオミニジャック出力端子装備、音量調整スイッチはスライド式。
MV-1F
MV-1を一回り小さくした基板。メモリーカードユニット装着のための端子が省かれている。
MV-1FZ
MV-1Fをさらに小型化し、音声はモノラル化されている、音量調整スイッチはプラスドライバーで回転させるタイプに変更された。それ以前には付いていたオプション端子が削除されている。
MV-1A
対戦BIOS装備以外はMV-1FZとほぼ同等。
MV-1B
基板よりソフトの方が大きく、かなり小型化されている。BIOSは従来のDIP40ピンからSOP40ピンに変更されている。
MV-1C
従来は垂直のサブ基板となっていたカートリッジスロットをメイン基板と一体化させコストダウンを図ったモデル。そのためMV-1Bより基板サイズは大きい。音量調整スイッチも削除された。発売当時、国内オペレーターは既に多数の旧モデルを保有していたため、国内ではあまり流通していない。そのため国内版BIOSのモデルも存在するが、大多数は日本国外仕様のBIOSが載っている。

### 複数スロット
複数スロットの物は専用筐体に組み込まれて販売されたものであり、JAMMA規格と一部端子が異なる。いずれも本体に対してソフトは垂直に刺さる。初期の物にはゲームによってはノイズ音が発生するものがあった。その対策として、基板上の特定の部分の抵抗をニッパーなどで切断するなどの対応策が公表された。
MV-2F
メモリーカードスロット装備、メモリーカードユニット（MV-IC）装備可能、いずれも非装備の3種類が存在。家庭用ネオジオコントローラー装着可能、ステレオミニジャック出力端子装備。スロットは2つ。
MV-4F
メモリーカードユニット（MV-IC）装備可能、家庭用ネオジオコントローラー装着可能、ステレオミニジャック出力端子装備。スロットは4つ。
MV-6F
メモリーカードユニット（MV-IC）装備可能、家庭用ネオジオコントローラー装着可能、ステレオミニジャック出力端子装備。スロットは6つ。

### カスタム基板
MV-0
セキュリティ強化および販売価格の調整のため、カートリッジ方式を取り止め一枚基板としたもの。マシンスペックそのものに変化は無いが、セキュリティ機能を強化するためのチップが追加されハッキング対策が取られた。なお、対策の効果は従来の製品に比べ多少ハッキングを遅らせる程度であった。ROMソケットはDIPタイプではなく、振動で接触不良が多発するためにホットボンドで固定されている。採用されたタイトルは『SNK VS. CAPCOM SVC CHAOS』『メタルスラッグ5』『ザ・キング・オブ・ファイターズ2003』の3作品だけで、その後のタイトルはカートリッジに戻っている。なお、この3作品は日本国外向けの後期出荷版のみであるが、通常のカートリッジでも発売されている。

## 開発・販売

### 基板の販売手法
SNKはMVSの発売にあたり、アーケードゲームとしての一般的な販売手法の他に、設置を希望する店舗に無償で筐体を貸し出しその収益を徴収するという独自の手法を取っていた。このため、ゲームセンターだけでなく様々な店の一角でMVS筐体を見ることができた。

### タイトル開発
SNKにおいて、MVS向けタイトルおよび、ネオジオ用ソフトの開発にはアートボックスという自社開発のツールが使われていた。
当時のSNKでは、このツールを用いて各担当がグラフィックや音を制作し、それを元にプログラマーがゲームを組み立てるという方式がとられていた。このため、開発途中では時間をかけてROMにデータを書き込み、できあがったROMを一つずつ基板にはめ込んでは開発の完成度を確かめていた。たとえば、キャラクターデータの場合は、デザイナーが作成したスプライトを16×16ドット単位で分割してからROMに書き込んだ後に、開発基板で読み込んでからドット絵を再構成していたため、キャラクターのアニメーションはROMに書き込むまではどのように動くのかわからなかった。
また、筐体のモニターにはブラウン管が使われており、照明の照り返しで見づらくなることから、開発時は段ボールで画面を覆うなどの対策がとられた。

## その他
一本スロットの物では、MVSに供給された麻雀ゲームソフトに対応するべく、MVS標準のジョイスティック＋4ボタンを麻雀専用コントロールパネルに置き換え、麻雀専用台にした物も存在する。しかし、このようなMVS筐体は使用可能なソフトの数が限られてくる上、複数の麻雀ゲームが搭載できないことから、多く出回ることは無かった。これには、MVS用の麻雀ゲーム自体の数が少なかったことも背景にあった。また、MVS対応の麻雀ゲームは基本的に標準筐体で操作することを前提としていたという理由もある。
コイン投入時の効果音はテレビ番組でよく使われている。
登場時から長期間経過し、性能が不十分になったことやコピー対策が不十分になったことなどにより、その代替としてSYSTEM BOARD Y2が採用されている。

## MVSX
2021年1月31日に、SNK公認のもと玩拓より発売された家庭用ゲーム機。正式名称は「MVSX HOME ARCADE クラシック レトロアーケード」。初期に製造された赤い筐体のMV25U4がモデルとされる。
17インチのLCDスクリーンを搭載し、50タイトルが収録されている。MVS版と家庭用版がプレイ可能。ただし収録タイトルは海外版となっている。1台で2プレイが可能で、6ボタンが搭載。それ以外に7セグメントLEDとゲームセレクトボタンが実装されているが、このボタンはMVS版のクレジット投入時に使うものとなっている。

## 発売されたタイトル
Multi Video Systemのゲームタイトル一覧を参照。